# إنتروبيا مولية قياسية
إنتروبيا مولية قياسية في الكيمياء (بالإنجليزية: standard molar entropy ) هي محتوي الإنتروبية الموجود في 1 مول من المادة في الظروف القياسية.
يرمز للإنتروبيا المولية القياسية بالرمز 
S°, ووحدته جول/مول/كلفن (J mol−1 K−1). وهو يختلف عن [[انثالبي
قياسي للتكوين]] في كون الإنتروبيا المولية القياسية S° قيمة مطلقة. أي كل عنصر في حالته القياسية يكون له قيمة S° مختلفة عن الصفر في درجة حرارة الغرفة. وتبلغ إنتروبية مادة بلورية نقية  0 J mol−1 K−1 فقط عند درجة الصفر المطلق، وذلك طبقا للقانون الثالث للديناميكا الحرارية. ولكن هذا الافتراض يعتمد على اعتبار أن المادة في صورة «بلورة مثالية» (منظمة مثاليا، ليس فيها عيوب) ، وهو شيء لا يحدث في الطبيعة عند نمو البلورة. ولكن ما تحتويه البلورة الحقيقية من إنتروبيا عند درجة الصفر يكون صغيرا ومهملا.

## في الترموديناميكا
عندما يكون 1 مول من المادة عند درجة الصفر المطلق (0 كلفن) ، ثم ترتفع درجة حرارته حتى تصل إلى 298 كلفن فنحصل على انتروبيته المولية عن طريق جمع جميع الفقرات المتتالية N :
{\displaystyle S^{\circ }=\sum _{k=1}^{N}\Delta S_{k}=\sum _{k=1}^{N}\int {\frac {dq_{k}}{T}}\,dT}
حيث dqk/T هي كمية الحرارة المكتسبة عند درجة الحرارة T. ويكون مجموع تلك الفقرات المتتالية المقترنة بارتفاعات صغيرة في درجات الحرارة هي الإنتروبية المولية الكلية (للبلورة) ، حيث يمكن اعتبار كل تغير صغير خلال تلك الفقرات المتتالية بأنه تغير عكوسي.

## في الكيمياء
تمر مادة عند ارتفاع درجة حرارتها تدريجيا بأطوار مختلفة، من حالة صلبة تنصهر إلى حالة سائلة ثم تتبخر وتصبح في حالة غازية ، كما يمكن أن تتغير حالتها البلورية مثلا من الشكل البلوري المكعب إلى النظام البلوري السداسي، فعلينا عند رفع درجة حرارة الجسم وتعيين الحرارة المكتسبة في كل من الفقرات الصغيرة لتغير درجة الحرارة أخد جميع تلك الأطوار في الحسبان لتعيين الإنتروبيا المولية القياسية لمادة.
وتتضمن الانتروبيا المولية القياسية لغاز في الظروف القياسية لدرجة الحرارة والضغط STP جميع الأجزاء الناتجة من الفقرات التالية: 

- السعة الحرارية ل 1 مول من المادة الصلبة عند 0 كلفن وحتى نقطة الانصهار ، بما فيها أيضا الحرارة المكتسبة عند تحول النظام البلوري للمادة الصلبة، إن وجد) ،
- حرارة الانصهار للمادة الصلبة،
- السعة الحرارية للسائل من نقطة الانصهار إلى نقطة الغليان،
- حرارة تبخر السائل،
- السعة الحرارية للغاز من نقطة الغليان حتى درجة حرارة الغرفة.

وتتغير الإنتروبيا بتغير طور المادة وخلال التفاعل الكيميائي. وتستخدم معادلة التفاعل الانتروبيا المولية القياسية للمواد الداخلة في التفاعل والمواد الناتجة من التفاعل بغرض تعيين الانتروبيا القياسية للتفاعل، حيث يكون :  

ΔS°rxn = S°products – S°reactants
ويمكننا عن طريق تعيين الانتروبيا القياسية لتفاعل معرفة عما إذا كان التفاعل يسير من نفسه تلقائيا أم لا. وطبقا للقانون الثاني للديناميكا الحرارية يتسبب تفاعل تلقائي دائما في حدوث ارتفاع في الإنتروبيا الكلية للنظام وللوسط المحيط :
ΔStotal = ΔSsystem + ΔSsurroundings > 0